# Konjok-Gorbunok (film fra 1947)
 For alternative betydninger, se Konjok-Gorbunok. (Se også artikler, som begynder med Konjok-Gorbunok)
Konjok-Gorbunok (russisk: Конёк-Горбуно́к, dansk: Den lille pukkelryggede hest) er en sovjetisk animationsfilm fra 1947 instrueret af Ivan Ivanov-Vano.
Filmen er baseret på det russiske eventyr Den lille pukkelryggede hest af den russiske digter Pjotr Pavlovitj Jersjov (1815-1869). Filmen blev genindspillet i 1975.